# Meore Obcha
Meore Obcha (en georgiano: მეორე ობჩა) es un pueblo de Georgia ubicado en el centro de la región de Imericia, siendo parte del municipio de Bagdati.

## Geografía
Meore Obcha se encuentra a orillas del río Lujuta, en las estribaciones del norte de la cuenca de los ríos Kvrili y Sakrauli, a 9 km de Bagdati. 

## Demografía
La evolución demográfica de Meore Obcha entre 2002 y 2014 fue la siguiente:
| 1419                                            | 821 |
| (Fuente: Population of Georgia in Soviet times) |     |

Según el censo de 2014, los georgianos constituían el 99,9%.

## Infraestructura

### Transporte
El pueblo está conectado con el centro regional de Bagdadi por una carretera. El ferrocarril Tiflis-Batumi pasa por la zona.  